# Deutsche Fußballmeisterschaft 1912/1913
Jedenáctý ročník Deutsche Fußballmeisterschaft (Německého fotbalového mistrovství) se konal od 13. dubna do 11. května 1913.
Turnaje se zúčastnilo sedm klubů. Vítězem turnaje se stal již potřetí ve své historii klub VfB Lipsko, který porazil ve finále Duisburger SpV 3:1.